# Ichneumon carduorum
Ichneumon carduorum är en stekelart som beskrevs av Cuvier 1833. Ichneumon carduorum ingår i släktet Ichneumon och familjen brokparasitsteklar. Inga underarter finns listade i Catalogue of Life.